# Bergrietbok
De bergrietbok (Redunca fulvorufula) is een middelgrote antilopesoort uit het geslacht der rietbokken (Redunca). Het is de kleinste van de drie soorten rietbokken.

## Kenmerken
De bergrietbok is een middelgrote antilope met slanke poten. Hij heeft een ruige, grijzig bruine vacht. Vrouwtjes hebben een grijzere vacht dan mannetjes. De kop en de nek hebben een roodbruine glans, en de buik, borst en onderzijde van de staart zijn wit. De wenkbrauwen, lippen, kin, keel en staart zijn gebroken wit van kleur. Over de snuit, van de neus tot ongeveer ter hoogte van de ogen, loopt een donkere streep. Onder de oren aan de zijkanten van de kop is een donkere huidklier zichtbaar. De staart is kort en vol. Enkel het mannetje heeft hoorns. Deze zijn kort, naar voren geboren en geringd.
De bergrietbok wordt 110 tot 136 centimeter lang. De staart is 17 tot 26 centimeter lang, de schouderhoogte is 60 tot 80 centimeter. Mannetjes zijn groter dan vrouwtjes. Vrouwtjes worden 19 tot 35 kilogram zwaar, mannetjes 22 tot 38 kilogram.

## Verspreiding en leefgebied
De bergrietbok leeft in de koele, droge gebergten en in rotsig heuvelachtig gebied, verdeeld over drie populaties: één in het oosten van zuidelijk Afrika, één in de bergen in Noordoost-Afrika en één in de Adamaouaprovincie van Kameroen en aangrenzend Oost-Nigeria. Waarschijnlijk vormen dit relictpopulaties, die vroeger, tijdens de laatste ijstijden, deel uitmaakten van een grotere verspreiding. De bergrietbok leeft over het algemeen op grazige hellingen in rotsachtig gebied, tussen de 1500 en 5000 meter hoogte. Ook in grazige valleien komt hij voor.

## Leefwijze
De bergrietbok leeft van grassen en kruiden. In het droge seizoen haalt de soort al het vocht uit zijn voedsel. Hij is voornamelijk in de schemering en in nachten met een volle maan.
De bergrietbok leeft in kleine kudden van twee tot acht dieren, bestaande uit vrouwtjes en hun jongen. Het woongebied van een kudde overlapt met meerdere territoria van volwassen mannetjes. Mannetjes zonder territorium leven in vrijgezellengroepjes. Soms vormen zich tijdelijke groepen van rond de vijftig dieren.

## Voortplanting
Na een draagtijd van acht maanden wordt één kalf geboren. Het pasgeboren kalf zal de eerste twee à drie maanden verborgen blijven, en voor slechts korte periodes door de moeder worden bezocht om te worden gezoogd. Hierna zal het zich aansluiten bij de kudde van zijn moeder. Vrouwtjes zijn na een jaar geslachtsrijp. Jongen worden geboren met intervallen van gemiddeld negen tot veertien maanden.

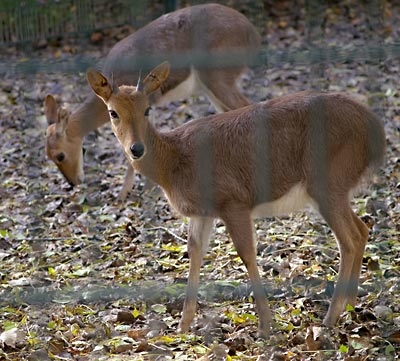
Bergrietbok, gefotografeerd in het Tierpark Berlin, juli 2005.

## Ondersoorten
Er zijn drie ondersoorten:
- R.f. fulvorufula - Zuid-Afrika, Lesotho, Swaziland, Mozambique, Botswana
- R.f. chanleri - Oost-Afrika: Soedan, Ethiopië, Kenia, Oeganda, Tanzania
- R.f. adamauae - West-Afrika: Kameroen, Nigeria